# Freckles (film 1917)
Freckles è un film muto del 1917 diretto da Marshall Neilan. La sceneggiatura di Marion Fairfax si basa sull'omonimo romanzo di Gene Stratton-Porter, pubblicato a New York nel 1904.

## Trama
Freckles, un ragazzo con un braccio solo, è stato abbandonato da bambino in orfanotrofio e non ha più alcun ricordo dei suoi genitori. Bersaglio preferito degli altri bambini, Freckles alla fine scappa dall'istituto. Dopo molte vicissitudini, incontra John McLean, il capo di un campo di boscaioli che, ammirando l'audacia del ragazzo, gli affida il compito di sorvegliare Limberlost, una palude dove si trova del prezioso legno. Lì, Freckles incontra Angel che sta trascorrendo l'estate con Bird Woman, una entusiasta naturalista. Angel si innamora di Freckles ma lui è convinto che i sentimenti di lei siano motivati dalla pietà. Mentre un giorno sono tutti e due nella palude, Freckles salva Angel che sta per essere colpita dal crollo di un enorme albero, rimanendo però colpito violentemente al petto al posto suo. Ferito, il giovane sembra non avere più alcun interesse nella vita perché pensa di essere indegno di quella bella e ricca ragazza e, così, si lascia andare. Ormai vicino alla morte, viene raggiunto dalla notizia che suo nonno, morendo, lo ha lasciato erede di tutti i suoi beni. Consapevole adesso di appartenere alla stessa classe sociale di Angel, Freckles trova una ragione per reagire ed essere portato nuovamente alla vita.

## Produzione
Il film fu prodotto dalla Jesse L. Lasky Feature Play Company. Venne girato in California, a Boulder Creek e a Scotts Valley. Per la sceneggiatura, venne accreditata Marion Fairfax, che aveva sostituito Eve Unsell cui si doveva la prima stesura del testo.

## Distribuzione
Il copyright del film, richiesto dalla Jesse L. Lasky Feature Play Co., fu registrato il 16 maggio 1917 con il numero LP10776.
Distribuito dalla Paramount Pictures, il film uscì nelle sale cinematografiche statunitensi il 28 maggio 1917. Ne fu fatta una riedizione che uscì il 9 marzo 1919.